# Morgan Island
Morgan Island är en liten ö i Heard- och McDonaldöarna (Australien), strax norr om Heard- och McDonaldöarna.